# Paul Büttner
Paul Büttner (Dresden, 10 december 1870- aldaar 15 oktober 1943) was een Duits componist, muziekpedagoog, dirigent, hoboïst en altviolist.

## Levensloop
Al vanaf zijn achtste levensjaar was Büttner betrokken bij de muziek; hij kreeg vioollessen. Aan het Conservatorium van Dresden kreeg hij echter les op de hobo en de altviool. Lessen in componeren kreeg hij van Felix Draeseke. Na het afstuderen ging hij hobo en/of altviool spelen in plaatselijke orkesten van Bremerhaven en Majori, maar keerde in 1902 terug om in het Dresdner Gewerbehaus Orkest, het voorgangerorkest van de Dresdner Philharmonie, te spelen, en was daar tevens koordirigent. In 1905 werd hij "Bundesdirigent" van de "Arbeitersängerbund (arbeiders-zangersbond) Dresden".
Vanaf 1912 werkte hij rond 21 jaar als muziekcriticus van het sociaaldemocratisch dagblad "Dresdner Volkszeitung". In die dagen kreeg hij als dirigent de leiding over het Eilers Orkest uit Dresden en ook over het Gewerbehaus Orkest. Hij gaf voornamelijk concerten voor arbeiders. In 1928 was hij ook lid van de raad van cultuur bij de "Mitteldeutsche Rundfunk A.G." Leipzig.

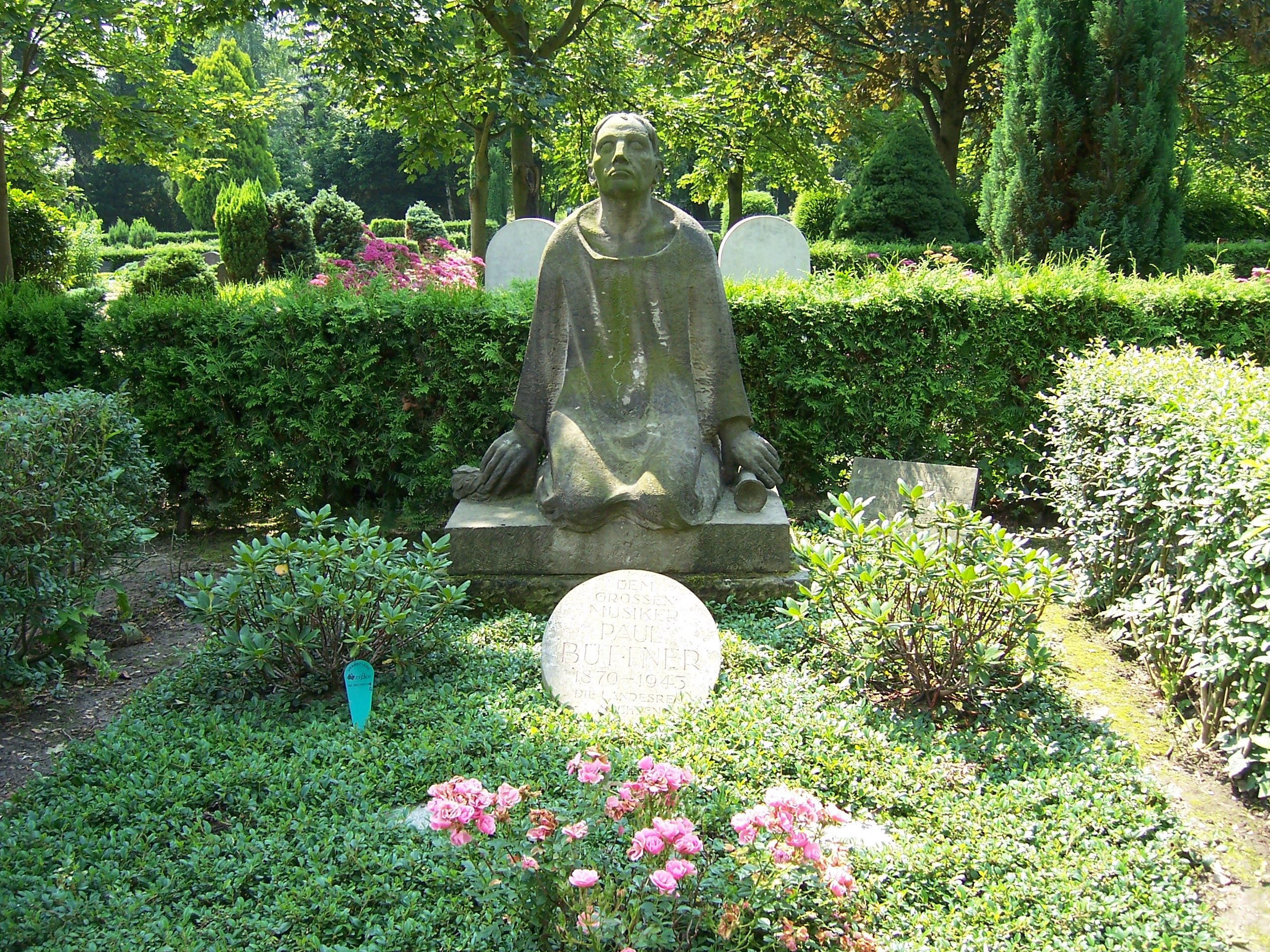
Begraafplaats van Paul Büttner

Hij gaf aan het eerder genoemde conservatorium zanglessen en muziektheorie. In 1924 werd hij artistiek directeur van het Conservatorium van Dresden, maar omdat hij sociaaldemocraat was verloor hij door de nazi's in 1933 ook zijn aanstelling en zijn functie. Tot zijn leerlingen behoren onder anderen Hellmuth Pattenhausen (1886-1979) en Willy Kehrer (1902-1976). In 1962 werd de toenmalige "Volksmusikschule" in "Bezirksmusikschule Paul Büttner" veranderd en werd in 1990 in Landesmusikschule Dresden en nu Heinrich Schütz Konservatorium Dresden hernoemd.
Door al die bijbanen kwam er van componeren niet veel terecht. Bekendste werken, voor zover daar al sprake van is, zijn zijn eerste symfonie (1899), zijn derde symfonie 1915 (uitgevoerd door Arthur Nikisch) en Heut und Ewig (koor en orkest). Door de opkomst van nazi-Duitsland verdween zijn muziek naar de achtergrond; hij was socialist en zijn vrouw Joods en na de Tweede Wereldoorlog had hij de pech, dat hij geboren was achter het IJzeren gordijn; zijn muziek werd nog voornamelijk in de DDR gespeeld. Dirigenten zoals Joseph Keilberth, Heinz Bongartz, Kurt Masur en tevoren Hermann Kutzschbach, Fritz Reiner, Carl Schuricht, Fritz Busch en Paul van Kempen bevorderden de uitvoering van zijn werken.
Echt een plaats veroveren binnen de klassieke muziek lukte hem (kennelijk) niet; in 2010 is slechts zijn vierde symfonie op compact disc verkrijgbaar op Sterling Records, een platenlabel in de marge.
Hij was sinds 1909 getrouwd met Eva Büttner, geb. Malzmann een piano pianiste, die ook lezingen gaf. Zijn muziek valt in het genre laatromantiek; hij paste in het rijtje Johannes Brahms, Anton Bruckner. Paul Büttner is begraven op de begraafplaats "Annenfriedhof" te Dresden.

## Werken (selectief)

### Opera
- Menasche - Das Wunder der Isis
- Anka

### Orkestwerken
- Symfonie nr. 1 F-majeur (1898)
- Symfonie nr. 2 G-majeur (1908)
- Symfonie nr. 3 Des majeur (1915)
- Symfonie nr. 4 b-mineur (1917-1919)
- Prelude, fuga en epiloog Eine Vision (1920)
- Heroische Ouverture C-majeur (1925) - première in 1927
- Ouverture b-mineur (1929)
- Ouverture tot "Napoleon oder die hundert Tage" van Christian Dietrich Grabbe
- Das Wunder der Isis, burleske
- Der Krieg, fantasie voor orkest
- Elegie, voor klein orkest
- Slavische dans, idylle en fuga (1932)
- Über ein Deutsches Volkslied, fantasie voor orkest
- Concertstuk voor viool en orkest in G-majeur (1917)

### Werken voor harmonieorkest
- Saturnalia, voor blazers en slagwerk

### Kamermuziek
- Strijkkwartet g-mineur
- Sechs argentinische Tangos
- Triosonate, voor viool, altviool en cello
  1. Grave - Allegro
  2. Andante Grazioso
  3. Adagio sostenuto
  4. Vivace
  5. Andante cantabile
  6. Largo
  7. Finale: Presto
- 3 Vioolsonates, waaronder
  1. Sonate in c klein, voor viool en piano
    1. Allegro
    2. Adagio - Vivo - Adagio
    3. Allegro giocoso

## Discografie
- Rundfunk-Sinfonie-Orchester Leipzig, onder leiding van Gerhard Pflüger, Paul Büttner: Symphonie Nr. 2 G-Dur (1909); Symphonie Nr. 3 Des-Dur (1915), Langspeelplaat
- Berlin Radio Symphony Orchestra, onder leiding van Hans Peter Frank en Gerhard Pflüger, Symphonie Nr. 4 in B minor, Heroic Overture, CD Sterling , ADD, 65/74